# Dicronychus equisetioides
Dicronychus equisetioides är en skalbaggsart som beskrevs av Lohse 1976. Dicronychus equisetioides ingår i släktet Dicronychus, och familjen knäppare. Enligt den svenska rödlistan är arten sårbar i Sverige. Arten förekommer i Götaland. Artens livsmiljö är havsstränder, jordbrukslandskap, stadsmiljö.